# Phyllachora physocarpi
Phyllachora physocarpi är en svampart som beskrevs av Jacz. 1899. Phyllachora physocarpi ingår i släktet Phyllachora och familjen Phyllachoraceae.   Inga underarter finns listade i Catalogue of Life.